# Beit ha-bubot
Beit ha-bubot (en hebreu בית הבובות "La casa de les nines"), comercialitzada en anglès com The House of Dolls, és una novel·la del 1953 de Ka-tzetnik 135633. La novel·la descriu les "Divisions de l'Alegria", que eren grups de dones jueves als camps de concentració durant la Segona Guerra Mundial que foren seleccionades per proporcionar plaer sexual dels soldats nazis.

## Orígens
Entre 1942 i 1945, Auschwitz i nou altres camps de concentració nazis contenien camps prostíbuls (Freudenabteilungen "Divisions de l'Alegria"), que s'utilitzaven principalment per premiar els reclusos cooperatius no jueus.
En la pel·lícula documental Memory of the Camps, un projecte supervisat pel Ministeri Britànic d'Informació i l'Oficina d'Informació de Guerra dels Estats Units durant l'estiu de 1945, els equips de càmeres van filmar dones que havien estat forçades a l'esclavitud sexual per ús dels guàrdies i presoners afavorits. Els cineastes van afirmar que quan les dones van morir van ser substituïdes per dones del camp de concentració Ravensbrück.

## Literatura i referències acadèmiques
En el seu assaig "Narrative Perspectives on Holocaust Literature", Leon Yudkin fa servir Beit ha-bubot com un dels seus exemples clau de les maneres en què els autors han abordat l'Holocaust, utilitzant l'obra com a exemple de "diaris (testimonis) que semblen novel·les" a causa de la seva dependència de les experiències de l'autor.
Ronit Lentin parla de Beit ha-bubot al seu treball Israel and the Daughters of the Shoah. Al seu llibre, Lentin entrevista un fill de supervivents de l'Holocaust, que recorda Beit ha-bubot com una de les seves primeres exposicions a l'Holocaust. Lentin assenyala que la història "explícita i dolorosa" va tenir un gran impacte quan es va publicar i afirma que "molts fills de supervivents de l'holocaust que escriuen estarien d'acord... que Beit ha-bubot representa la violència i la sexualitat d'una manera que limita amb la pornogràfica".
Na'ama Shik, que investiga pel Yad Vashem, la principal organització jueva per a la memòria de les víctimes de l'Holocaust, considera el llibre com una ficció. No obstant això, forma part del currículum de secundària israelià.
L'èxit del llibre va demostrar que hi havia un mercat per a la literatura popular d'explotació nazi, coneguda a Israel com a Stalags. No obstant això, Yechiel Szeintuch de la Universitat Hebrea rebutja els vincles entre els obscenosos Stalags, d'una banda, i les obres de Ka-Tzetnik, que insisteix que es basaven en realitat, de l'altra.

## Cultura popular
Joy Division va ser una banda britànica de post-punk de 1976 a 1980, que va prendre el seu nom de la referència d'aquest llibre. Una de les seves primeres cançons, "No Love Lost", conté un breu fragment de la novel·la.
Love Camp 7 (1968), considerada la primera pel·lícula nazisploitation, esdevé en un camp de concentració "divisió d'alegria".